# Tudora (Ștefan Vodă)
Tudora è un comune della Moldavia situato nel distretto di Ștefan Vodă di 2.127 abitanti al censimento del 2004.